# Довга Поляна
Довга Поля́на (рос. Долгая Поляна, чув. Долгая Поляна) — селище у складі Поріцького району Чувашії, Росія. Входить до складу Сіявського сільського поселення.
Населення — 78 осіб (2010; 143 у 2002).
Національний склад:
- росіяни — 82 %